# Antitrichia kilimandscharica
Antitrichia kilimandscharica är en bladmossart som beskrevs av Brotherus 1897. Antitrichia kilimandscharica ingår i släktet Antitrichia och familjen Leucodontaceae. Inga underarter finns listade i Catalogue of Life.